# Nerea Alias
Nerea Alias García (Anoeta, Guipúzcoa, 2 de enero de 1984) es una presentadora de televisión española.
Debutó a los diecinueve años de edad en el programa Betizu de ETB1.

## Biografía
Nerea Alias comenzó en televisión en el año 2003 con diecinueve años de edad en el programa Betizu de ETB1, como presentadora del programa, siendo una de los varios artistas de Betizu (una exBetizu). Como ella misma ha declarado "tenía 19 años y Betizu supuso el principio, comenzar a aprender sobre lo que hoy es mi profesión".
Además de aparecer en la serie de televisión Balbemendi. En el año 2006 fue la presentadora del programa de televisión concurso de talentos Egin Kantu! de 2006 a 2010.
Desde 2008 estuvo al frente del programa Sut&Blai, donde se mantuvo durante cuatro años. Durante dos temporadas ejerció de reportera en el programa Euskal Herria Zuzenean de ETB1 y precisamente, uno de sus últimos trabajos ha sido el de reportera en el programa Kantugiro.
En 2006 ejerció de reportera en el programa De lo bueno lo mejor de ETB2. Entre 2017 y 2019 colaboró en el programa Gure kasa y actualmente presenta el programa de televisión Esto no es normal de ETB2 junto a Igor Siguero.
En el año 2024 Alias fue la presentadora del programa Intimitatean de la plataforma vasca de streaming Primeran, un programa de entrevistas a mujeres de diversos ámbitos como Leire Martínez, Aitziber Garmendia, Josune Arakistain, Patrizia Vitelli o Maddalen Iriarte.
En el año 2025 Alias y Joseba Olagarai, como antiguos presentadores de Betizu, fueron los presentadores del reencuentro del grupo de música Betizu Taldea, conduciendo el especial de televisión "BT 2025. El reencuentro". Fue el reencuentro oficial del grupo tras veinte años y contó con los antiguos miembros, entre ellos Elene Arandia, Jon Urbieta, Zuriñe Hidalgo, Telmo Idigoras, Leire Merino, Karla Duran, Saida Rouan y Ainara Epelde.

## Vida privada
Estuvo casada con Xabi Solano, músico y cantante de Esne Beltza.

## Filmografía

### Programas de televisión
- Betizu (ETB1)
- Egin kantu! (ETB1)
- Sut&Blai (ETB1)
- Kontra
- Euskal Herria Zuzenean (ETB1)
- Kantugiro (ETB1)
- De lo bueno mejor (ETB2)
- Gure kasa (ETB1)
- Esto no es normal (ETB2)
- Intimitatean (Pr1meran)
- BT 2025. El reencuentro (Pr1meran)[19]

### Series de televisión
- Balbemendi, 2006-2008, (ETB1)
- Altsasu (Miniserie de TV), 2020, (ETB1)